# Pfarrkirche Schrick

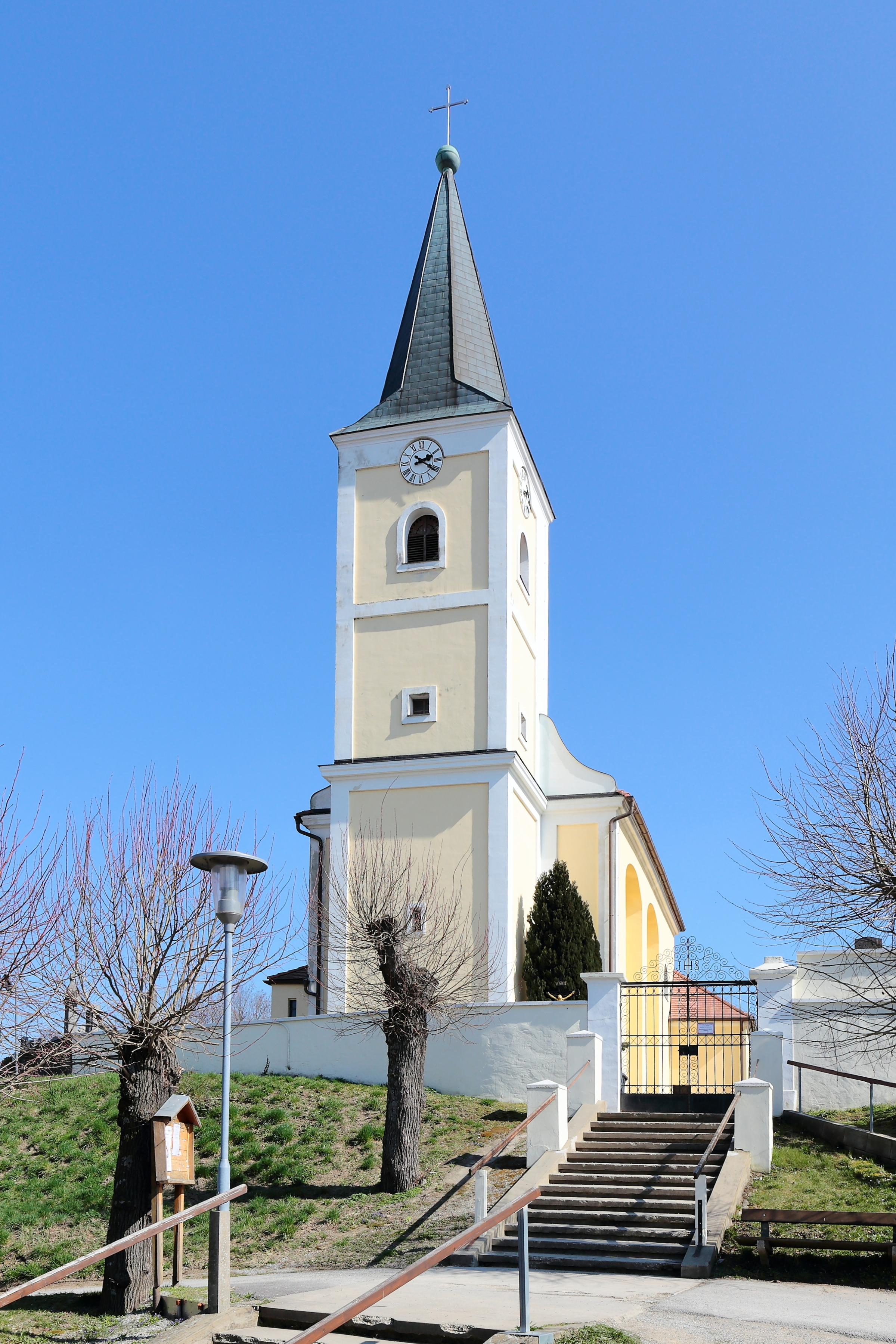
Pfarrkirche hl. Margareta in Schrick

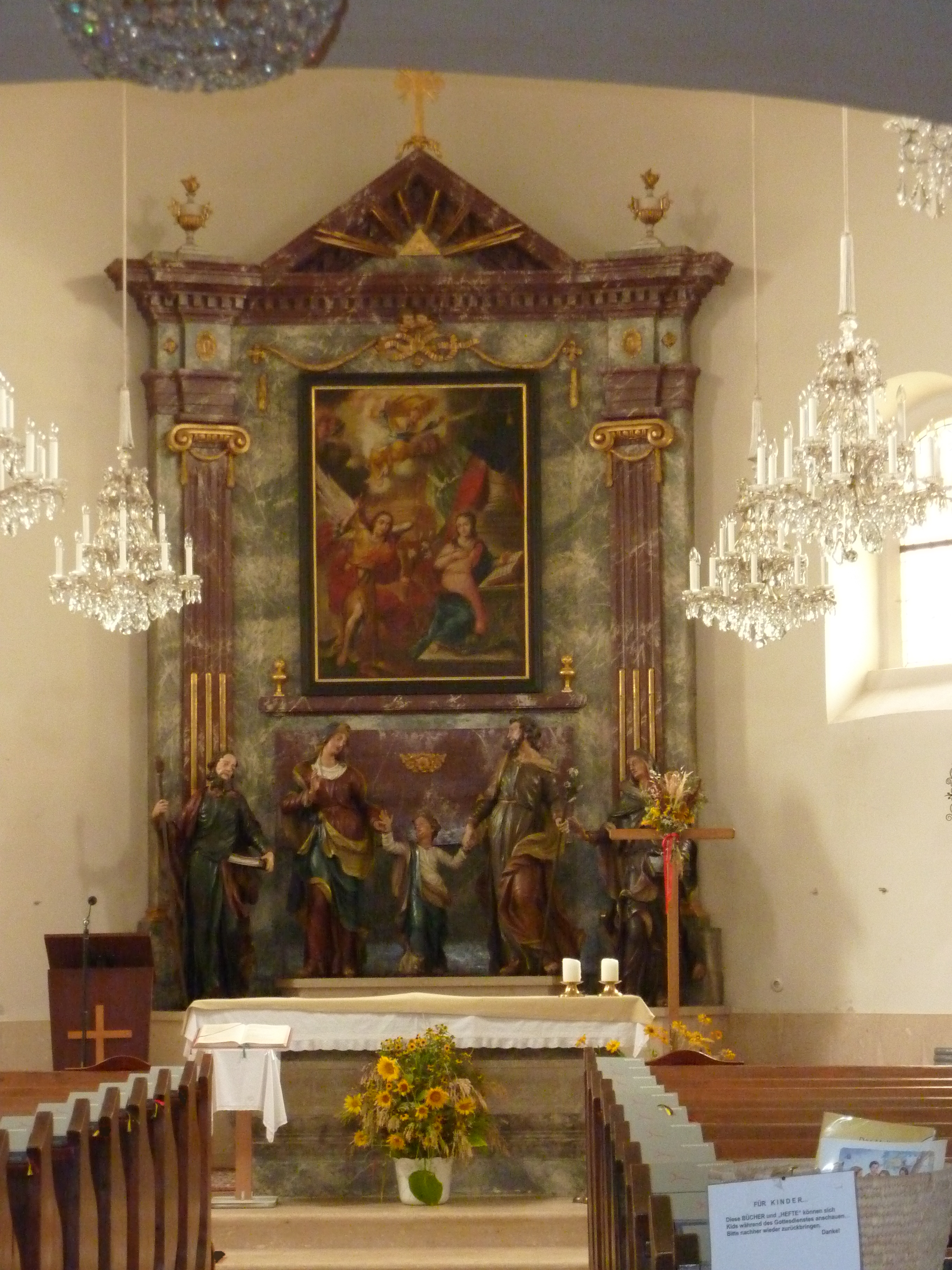
Kircheninneres

Die römisch-katholische Pfarrkirche Schrick steht in der Ortschaft Schrick in der Gemeinde Gaweinstal im Bezirk Mistelbach in Niederösterreich. Sie ist der heiligen Margareta geweiht und liegt im Dekanat Mistelbach-Pirawarth im Vikariat Unter dem Manhartsberg der Erzdiözese Wien. Das Bauwerk steht unter Denkmalschutz (Listeneintrag).

## Lagebeschreibung
Die Kirche steht auf dem Kirchhügel im Südosten der Ortschaft Schrick. Sie wird von einem Friedhof umgeben.

## Geschichte
Vor dem Jahr 1300 wurde in Schrick ein Vikariat gegründet. Laut Urkunde wurde die Kirche 1661 zur Pfarrkirche erhoben und dem Barnabitenkloster Mistelbach inkorporiert. Die heutige Kirche wurde in den Jahren 1688 bis 1691 errichtet und wurde im Zweiten Weltkrieg beschädigt. Die Kriegsschäden wurden nach 1945 beseitigt und das Gewölbe erneuert. 1960 erfolgte eine Renovierung.

## Architektur

### Kirchenäußeres
Das Gotteshaus ist ein barocker Saalbau mit eingezogener Rundapsis und einem zweigeschoßigen, Westturm mit eingeschwungenem Pyramidenhelm, der einer Volutengiebelfassade vorgestellt ist. Das Langhaus ist durch Strebepfeiler und Rundbogenfenster gegliedert. In der Apsis befinden sich Segmentbogenfenster. Südlich des Chores schließt ein eingeschoßiger barocker Sakristeianbau an. Vor der Südwand des Langhauses sind drei barocke Grabsteine und steinerne Kreuze, unter anderem aus den Jahren 1742 und 1743. Der Priestergrabstein stammt aus dem Jahr 1864.

### Kircheninneres
Das Langhaus der Kirche ist dreijochig und kreuzgratgewölbt. Im östlichsten Joch sind Stickkappen über Gurtbögen. Diese ruhen auf Wandpfeilern mit Vorlagen. Die nördlich liegende Empore ist stichkappentonnenunterwölbt. Das östlichste Joch weist auf beiden Seiten nischenartige Erweiterungen auf. Die Apsis ist etwas erhöht und tonnengewölbt. Die Sakristei sowie das Erdgeschoß des Turmes sind kreuzgratgewölbt.

## Ausstattung
Der Hochaltar mit einem barocken Kruzifix steht hinter einer Mensa. Die auf der Mensa stehende Schnitzgruppe der Heiligen Familie mit Joachim, und Anna stammt aus der Zeit um 1700. Die Kanzel wurde Ende des 18. Jahrhunderts geschaffen. Der heilige Johannes Nepomuk mit Putten stammt aus der ersten Hälfte des 18. Jahrhunderts. Das barocke Ölbild, das die „Anbetung der Heiligen Drei Könige und der heiligen Margareta“ darstellt war das ehemalige Hochaltarbild. Der barocke Taufstein trägt eine Figurengruppe der „Taufe Christi“ aus dem 18. Jahrhundert. Ein Votivbild stammt aus dem Jahr 1672.

## Geläut
Die Glocke wurde 1761 von Johann Josef Pfrenger gegossen.